# Odó nyugati frank király
Odó vagy Eudes (852 – La Fère, 898. január 3.) Párizs grófja, nyugati frank uralkodó 888-tól haláláig. Erős Róbertnek, Anjou és Blois grófjának volt a fia Tours-i Adelaide-tól.

## Életpályája
Odó Erős Róbert frank herceg, neustriai őrgróf legidősebb fia volt. Apja halála után, 866-ban  II. Károly nyugati frank király Hugó apátnak adta az őrgróf címét, Odo pedig 882–883 között Párizs grófja lett, egyúttal ő volt a Tours-i Szent Márton kolostor laikus apátja is. 886. május 12-én Hugó apát meghalt, és Odo lett a neustriai őrgróf. Párizs viking ostroma idején mutatott bátorságáért a nyugati frankok királyukká választották, miután a korábbi uralkodót, II. (Kövér) Károlyt elmozdították pozíciójából. Compiègne-ben koronázta meg 888 februárjában Walter, Sens érseke.
Koronázása után tovább harcolt a normannokkal, és Montfauconnál le is győzte őket, de nem sokkal később belharcba keveredett az Együgyű Károly trónigényét támogató nemesekkel. 889-ben és 890-ben Odó privilégiumokat biztosított Manresa grófságnak: mivel a mórok által támadott határvidéken volt, grófja jogot kapott, hogy védelmi célú tornyokat, ún. manresanákat építhessen.
Odó a keleti frank Karintiai Arnulf támogatását kereste, ő azonban 894-ben Együgyű Károly mellett állt ki. Három év küzdelem után Odónak egyezségre kellett jutnia riválisával, és át kellett adnia neki egy területet a Szajnától északra. La Fère-ben halt meg 898 elején, és a trónon Károly követte.
Felesége a 868-ban született Troyes-i Théodrate volt. Két közül Arnulf 885 körül, Guy 888 körül született, és egyikük sem élt tizenöt évnél tovább. 
Troyes-i Théodrate 903-ban hunyt el 35 évesen, öt évvel férje után.